# Canjáyar
Canjáyar là một đô thị thuộc tỉnh Almería, ở cộng đồng tự trị Andalusia, Tây Ban Nha. Đô thị này có diện tích 67 km², dân số năm 2006 là 1.561 người.

## Biến động dân số
| 2000  | 2001  | 2002  | 2003  | 2004  | 2005  | 2006  |
| ----- | ----- | ----- | ----- | ----- | ----- | ----- |
| 1.667 | 1.656 | 1.618 | 1.582 | 1.575 | 1.573 | 1.561 |

Source: INE (Tây Ban Nha)